# Afriberina terraria
Afriberina terraria là một loài bướm đêm trong họ Geometridae.